# 作戰序列
作戰序列（Order of battle，縮寫ORBAT或OOB，又譯為戰鬥序列），是軍事情報單位用以表列及分析敵軍兵力佈署的方法。作戰序列應該與戰場上預期將會遭遇到的敵方軍情狀況相關，作戰序列將會分析敵方的單位、人員以及裝備。
作戰序列也被歷史學家以及戰棋玩家用來列出參戰雙方的組織與結構。

## 英軍陸軍
最早出現戰鬥序列記錄的來源中，有一部份來自英國軍事史。由於大英帝國在數個世紀間參與了多場全球衝突，歷史上的戰鬥序列紀錄成為研究軍隊編制、戰術及作戰理念的珍貴資料，透過這些戰鬥序列的描述，人們得以深入了解當時部隊的實際運用方式。英國陸軍及英國武裝部隊以縮寫ORBAT來描述友軍與敵軍的編制結構。
在第二次世界大戰中，為配合諾曼第登陸行動，英軍展開了名為堅忍行動的欺敵計畫。此行動透過真偽參半的情報，誤導德國情報機構，使其推斷出一套錯誤的戰鬥序列，認為盟軍將會在加來地區登陸，而非真正的目標諾曼第。

英國陸軍近衛裝甲師諾曼第戰役的作戰序列

## 美國陸軍
美軍將作戰序列分解為以下幾項要素：

### 敵軍的組成、部署、兵力
- 組成方式：司令部及下屬單位的編制及指揮結構
- 部署：司令部與下屬單位的地理位置
- 兵力：以單位和其武器系統的火力強度表示

### 敵軍的能力和限制
- 訓練程度
- 後勤：敵軍如何取得補給
- 戰鬥力：使用複雜的算法和戰鬥模型應用程序來預測
- 電子化技術數據：為戰鬥模型應用程序提供數據

### 敵軍最有可能採取的行動
- 敵軍的戰術
- 特定任務或行動的相關數據
  - 人格：已知的敵方人員及其行為，通常基於訊號情報分析
  - 單位歷史：根據單位過去的表現，來預測其未來的表現
  - 制服及徽章等：用於確認上述數據

在美軍中，透過單位裡的G-2/S-2部門(情報部門)以收集作戰序列資料，是單位指揮官的責任。美軍的每一個情報大隊都有一個部門，專門負責作戰序列資料的收集與分析。
美國軍事情報單位的基本原則是，每個單位都必須密切注意比本單位低兩個階級以內的敵方單位，也就是說：師級單位必須清楚敵方營級單位的狀況、旅級單位必須了解敵方連級單位的狀況、營級單位必須了解敵方排級單位的狀況。喬治·巴頓將軍是最早建議美軍實施此方法的人士之一。

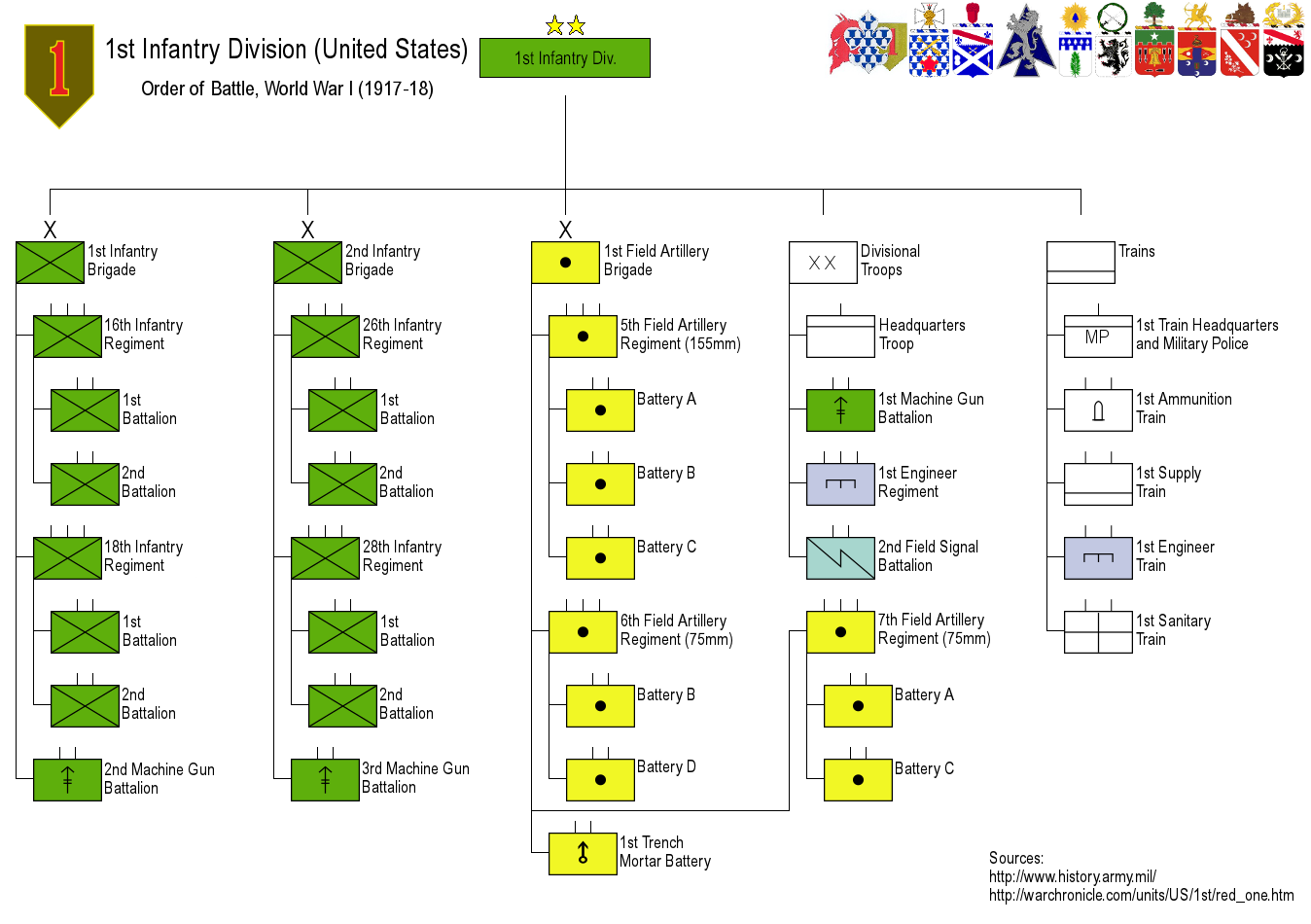
美國陸軍第1步兵師第一次世界大戰期間作戰序列

## 海軍
对马海峡海战日本联合舰队作戰序列
| 联合艦隊司令長官：东乡平八郎（大将） | | |
| 第一艦隊（旗艦：三笠） 司令長官：東鄉平八郎（大将） 参謀長：加藤友三郎（少将） 参謀：秋山真之（中佐） 参謀：飯田久恒（少佐） 参謀：清河純一（大尉）                             | 第二艦隊（旗艦：出雲） 司令長官：上村彥之丞（中将） 参謀長：藤井較一（大佐） 参謀：佐藤鉄太郎（中佐） 参謀：下村延太郎（少佐） 参謀：山本英輔（大尉）                                             | 第三艦隊（旗艦：嚴島） 司令長官：片岡七郎（中将） 参謀長：齋藤孝至（大佐） 参謀：山中柴吉（中佐） 参謀：百武三郎（少佐） |
| 第一战隊（旗艦：日進） - 战列艦：三笠、敷島、富士、朝日 - 装甲巡洋艦：春日、日進 - 通報艦：龍田 第三战隊（旗艦：笠置) 司令官：出羽重遠（中将） - 巡洋艦：笠置、千歲、音羽、新高 | 第二战隊（旗艦：磐手） 司令官：島村速雄（少将） - 装甲巡洋艦：出雲、吾妻、常磐、八雲、浅間、磐手 - 通報艦：千早 第四战隊（旗艦：浪速) 司令官：瓜生外吉（中将） - 巡洋艦：浪速、高千穗、明石、对馬 | 第五战隊（旗艦：橋立） 司令官：武富邦鼎（少将） - 巡洋艦：嚴島、松島、橋立 - 装甲海防艦：鎮遠 - 通報艦：八重山 第六战隊（旗艦：須磨) 司令官：東鄉正道（少将） - 巡洋艦：須磨、和泉、千代田、秋津洲 第七战隊（旗艦：扶桑) 司令官：東鄉正道（少将） - 装甲海防艦：扶桑 - 炮艦：筑紫、鳥海、摩耶、宇治 |

- 驱逐舰、水雷艇等略。